# Cernache
Cernache ist eine Gemeinde (Freguesia) im portugiesischen Kreis Coimbra. In ihr leben 3962 Einwohner (Stand 19. April 2021).